# Provincia de Settat
Settat (en árabe: سطات) es una provincia de Marruecos, en la región de Casablanca-Settat. Tiene el mismo nombre que el de su prefectura, Settat. Contaba, en 2006, 977 240 habitantes.

## Demografía
| 1994    | 2004    | 2007    |
| ------- | ------- | ------- |
| 847 938 | 956 904 | 977 240 |
| censo   | censo   | cálculo |

## Comunas/Ayuntamientos de la provincia
| Nombre                  | Código geográfico | Tipo         | Households | Population (2004) |
| ----------------------- | ----------------- | ------------ | ---------- | ----------------- |
| Ben Ahmed               | 461.01.01.        | Municipio    | 4528       | 21361             |
| El Borouj               | 461.01.05.        | Municipio    | 2916       | 16222             |
| Loulad                  | 461.01.09.        | Municipio    | 920        | 5025              |
| Oulad M'Rah             | 461.01.13.        | Municipio    | 1776       | 9166              |
| Settat                  | 461.01.15.        | Municipio    | 24303      | 116570            |
| Ain Dorbane             | 461.03.01.        | Comuna rural | 2064       | 13074             |
| Bouguargouh             | 461.03.03.        | Comuna rural | 1438       | 9385              |
| Lahlaf M'Zab            | 461.03.05.        | Comuna rural | 1059       | 7160              |
| Lakhzazra               | 461.03.07.        | Comuna rural | 1345       | 8673              |
| Mniaa                   | 461.03.09.        | Comuna rural | 1618       | 11249             |
| Mrizigue                | 461.03.11.        | Comuna rural | 1252       | 8876              |
| M'Garto                 | 461.03.13.        | Comuna rural | 1554       | 8827              |
| N'Khila                 | 461.03.15.        | Comuna rural | 1753       | 11503             |
| Oued Naanaa             | 461.03.17.        | Comuna rural | 1158       | 7126              |
| Oulad Chbana            | 461.03.19.        | Comuna rural | 1194       | 7925              |
| Oulad Fares             | 461.03.21.        | Comuna rural | 1812       | 11961             |
| Oulad M'Hamed           | 461.03.23.        | Comuna rural | 1663       | 10844             |
| Ras El Ain Chaouia      | 461.03.25.        | Comuna rural | 2603       | 15607             |
| Sgamna                  | 461.03.27.        | Comuna rural | 1291       | 9747              |
| Sidi Abdelkrim          | 461.03.29.        | Comuna rural | 1341       | 8903              |
| Sidi Dahbi              | 461.03.31.        | Comuna rural | 1415       | 8367              |
| Sidi Hajjaj             | 461.03.33.        | Comuna rural | 2741       | 18687             |
| Ain Blal                | 461.07.01.        | Comuna rural | 882        | 5166              |
| Bni Khloug              | 461.07.03.        | Comuna rural | 1911       | 12722             |
| Dar Chaffai             | 461.07.05.        | Comuna rural | 2399       | 17632             |
| Laqraqra                | 461.07.07.        | Comuna rural | 1318       | 10262             |
| Meskoura                | 461.07.09.        | Comuna rural | 892        | 7482              |
| Oulad Amer              | 461.07.11.        | Comuna rural | 753        | 5779              |
| Oulad Bouali Nouaja     | 461.07.13.        | Comuna rural | 996        | 7402              |
| Oulad Fares El Halla    | 461.07.15.        | Comuna rural | 550        | 3609              |
| Oulad Freiha            | 461.07.17.        | Comuna rural | 1608       | 10844             |
| Sidi Ahmed El Khadir    | 461.07.19.        | Comuna rural | 1129       | 8683              |
| Sidi Boumehdi           | 461.07.21.        | Comuna rural | 749        | 4832              |
| Ain Nzagh               | 461.09.01.        | Comuna rural | 1813       | 14367             |
| Bni Yagrine             | 461.09.03.        | Comuna rural | 1572       | 11957             |
| Gdana                   | 461.09.05.        | Comuna rural | 1569       | 9312              |
| Guisser                 | 461.09.07.        | Comuna rural | 1926       | 11339             |
| Khemisset Chaouia       | 461.09.09.        | Comuna rural | 1017       | 5722              |
| Lahouaza                | 461.09.11.        | Comuna rural | 1183       | 7202              |
| Machraa Ben Abbou       | 461.09.13.        | Comuna rural | 1338       | 8752              |
| Mzoura                  | 461.09.15.        | Comuna rural | 1769       | 10194             |
| Oulad Aafif             | 461.09.17.        | Comuna rural | 1216       | 7170              |
| Oulad Said              | 461.09.19.        | Comuna rural | 1639       | 9720              |
| Oulad Sghir             | 461.09.21.        | Comuna rural | 1145       | 6774              |
| Rima                    | 461.09.23.        | Comuna rural | 1440       | 8510              |
| Sidi El Aidi            | 461.09.25.        | Comuna rural | 2226       | 13273             |
| Sidi Mohammed Ben Rahal | 461.09.27.        | Comuna rural | 1631       | 10414             |
| Tamadroust              | 461.09.29.        | Comuna rural | 1221       | 7973              |
| Toualet                 | 461.09.31.        | Comuna rural | 1708       | 11815             |